# Pinguicula esseriana
Pinguicula esseriana este o specie de plante carnivore din genul Pinguicula, familia Lentibulariaceae, ordinul Lamiales, descrisă de B. Kirchner. Conform Catalogue of Life specia Pinguicula esseriana nu are subspecii cunoscute.